# The Little Sheriff (film 1914)
The Little Sheriff è un cortometraggio muto del 1914 diretto da George C. Stanley.

## Produzione
Il film fu prodotto dalla Vitagraph Company of America.

## Distribuzione
Distribuito dalla General Film Company, il film - un cortometraggio in una bobina - uscì nelle sale cinematografiche statunitensi il 9 aprile 1914.